# Louis Pio

Louis Pio war 1871 Gründer der sozialdemokratischen Partei in Dänemark und 1876/77 ihr Vorsitzender.

Louis Albert François Pio (* 14. Dezember 1841 in Roskilde; † 27. Juni 1894 in Chicago) war ein dänischer Sozialistenführer und gilt als Begründer der Arbeiterbewegung in Dänemark.

## Jugend
Louis Pio wurde 1841 in Roskilde als Sohn des französischstämmigen Einwanderers Kapitän Vilhelm Emil Laurent Pio und Anna Marie Brix geboren. Sein älterer Bruder Jean war ein bekannter Pädagoge. Nach seinem Abitur 1859 arbeitete Louis Pio als Lehrer.
Am Deutsch-Dänischen Krieg 1864 nahm er als Offizier teil. 1870/71 arbeitete er bei der Dänischen Post und machte dort einen Vorschlag für einen verbesserten Briefkasten. Er kündigte diese Stellung, um sich ganz der sozialistischen Agitation zu widmen.

## Sozialistische Bewegung
Pio war stark beeinflusst von der Pariser Kommune und dem literarischen Wirken Henri Rocheforts. 1871 gab er einige Flugschriften mit dem Titel Socialistiske Blade (Sozialistische Blätter) heraus. Im selben Jahr war er zusammen mit seinem Cousin Harald Brix Herausgeber der Wochenzeitung Socialisten (Der Sozialist). Obwohl seine ersten Artikel nur rohe Bearbeitungen deutscher Schriften waren und den dänischen Verhältnissen kaum angepasst worden waren, legte er hier den Grundstein für die sozialistische Bewegung in Dänemark.
1871 gründete er zusammen mit Blix und Paul Geleff die dänische sozialdemokratische Partei unter dem Namen Den internationale Arbejderforening for Danmark (Internationale Arbeiterassoziation für Dänemark). Bereits ein paar Monate später hatte sie 9.000 Mitglieder, davon 5.000 in Kopenhagen.
Gleichzeitig war Pio Hauslehrer bei einer Kammerherrin Berling und reiste im Dezember 1871 auf ihre Kosten nach Genf, um dort den Katholizismus zu studieren. Dort verwarf er jedoch seinen Wunsch, Mönch zu werden, und knüpfte stattdessen Verbindungen zu marxistisch-revolutionären Kreisen. Auf seiner Heimreise lernte er die Führer der deutschen Sozialisten kennen.
Nach seiner Rückkehr im Februar 1872 trat er als „Großmeister“ der dänischen Abteilung der Internationale auf, indem er von einer Neuauflage der Pariser Kommune sprach und einer darauf folgenden Revolution in Deutschland. Pio selbst erhoffte sich dann eine führende Stellung in Dänemark.
Ab 1872 erschien Socialisten täglich, und Pios polemische Angriffe gegen die Behörden und das Großbürgertum verstärkten sich. Am 4. Mai 1872 wurde Pio verhaftet, als er eine verbotene Arbeiterversammlung zum 5. Mai nicht absagen wollte, zu der er zuvor mit dem Artikel „Målet er fuldt“ (Das Maß ist voll) aufgerufen hatte. Die gewalttätigen Auseinandersetzungen zwischen Polizei und Arbeitern wurden als „Slaget på Fælleden“ (Schlacht auf der Allmende) bekannt. Im März 1873 wurde Pio zu sechs Jahren Gefängnis verurteilt, doch in letzter Instanz wurde die Strafe im August vom Höchsten Gericht auf fünf Jahre herabgesetzt. 1875 wurde Pio wegen seines bedrohlichen Gesundheitszustandes begnadigt.
Im selben Jahr wurde er Herausgeber der Zeitung Social-Demokraten, die 1874 Socialisten ablöste. 1876 wurde Pio auf dem sogenannten Gimle-Kongress der Sozialdemokraten in Frederiksberg einstimmig zum Vorsitzenden gewählt. Doch bald wurde sein selbstherrlicher Führungsstil kritisiert, da er sich schwer tat, sich mit den gewählten Parteigremien zu beraten.
Bei der Folketingswahl 1876 kandidierte Pio im Kopenhagener 5. Kreis und erreichte ein Drittel der Stimmen.
In dieser Zeit erlebte Dänemark eine Wirtschaftskrise, die Arbeitslosigkeit stieg, die Reallöhne sanken, und die Arbeiterbewegung erlebte mehrere Niederlagen. Die Zeitung Social-Demokraten verlor viele Leser. Pio verschuldete sich. Im Frühjahr 1877 erhielten er und Geleff von der Polizei 10.000 Kronen, um in die USA auszuwandern. Das Geld stammte u. a. von der Werft Burmeister & Wain. Dieser Vorgang wurde damals allgemein als Kombination aus Drohungen und Bestechung angesehen, um Pio aus der dänischen Politik zu verdrängen. Es sollte Jahre dauern, bis sich die dänische Arbeiterbewegung von dieser doppelten Niederlage erholte.

## Exil
In den USA scheiterte Pios Versuch, eine sozialistische Landkommune in Kansas zu errichten. Danach arbeitete er in Chicago als Vortragsredner und Journalist für diverse Zeitungen skandinavischer Einwanderer, die aber nie lange existierten. 1886–88 bekam er durch Vermittlung der Demokratischen Partei eine Stelle als Zöllner. In seinen letzten Jahren war er Landagent zur Gründung einer dänischen Siedlung in Florida. Er starb 1894 an Typhus.

## Publikationen
- Sagnet om Holger Danske, 1869
- Cyprianus, 1870
- Kansas, 1877
- Fuldstændig Lovbog for Hvermand: Vejledning i nordamerikansk Ret, 1879